# Ardisia hymenandroides
Ardisia hymenandroides är en viveväxtart som beskrevs av W.N.Takeuchi. Ardisia hymenandroides ingår i släktet Ardisia och familjen viveväxter. Inga underarter finns listade i Catalogue of Life.